# ボールトン・アンド・ワット

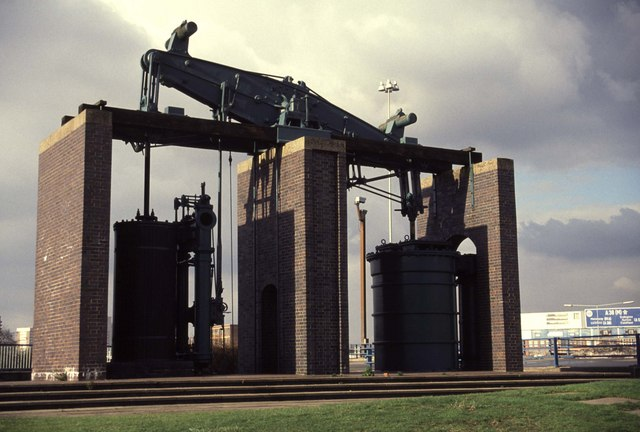
バーミンガムのA38(M)にあるダートマス・サーカス(Dartmouth Circus)のラウンドアバウトに再建されたボールトン・アンド・ワット社製の蒸気機関送風機。1817年製で、もともとはネザトン(Netherton)の鉄工所 M W Grazebrook で使用されていたもの。
(位置:)

ボールトン・アンド・ワット(Boulton & Watt)は、産業革命期のイングランド・バーミンガムで、マシュー・ボールトンとジェームズ・ワットのパートナーシップ（共同事業体）として創始された会社。

## 蒸気機関のパートナーシップ
このパートナーシップは、分離凝縮器を備えた蒸気機関についてワットがもっていた特許を基に事業を興すべく、1775年に結成された。この特許によって、従来のニューコメン式の蒸気機関よりも燃料効率を向上させることができるようになった。当初、この事業は、当時まだ農村的な地域だったハンズワース(Handsworth)の最南部にあったボールトンの屋敷ソーホー・ハウスに近い、ソーホー製作所(Soho Manufactory)を拠点としていた。しかし、蒸気機関の部品の大部分は、他社によって製造され、例えばシリンダーはジョン・ウィルキンソン(John Wilkinson)が製造したものだった。
1795年、ボールトンとワットは、バーミンガム近郊のスメジック(Smethwick)のソーホー鋳造所(Soho Foundry)で、蒸気機関の自作を始めた。パートナーシップは、1800年に、それぞれの息子たちへ引き継がれた。この会社は120年以上存続し、1895年にも蒸気機関を造り続けていた。この時期の蒸気機関は少数ながら今日まで保存されている。

## アーカイブ
この会社は、極めて詳細な事業活動のアーカイブを残し、それは1911年にバーミンガム市に寄贈され、バーミンガム中央図書館に保存されている。以降、同館は、関連した様々なアーカイブを収集するようになっている。